# Johann Jacob Röchling
Johann Jacob Röchling (* 17. März 1746 in St. Johann (Saar); † 7. August 1822 in Völklingen-Fenne) war Kaufmann und Gutsbesitzer, Bürgermeister von Alt-Saarbrücken (1798–1799) sowie von Völklingen (1816–1821).

## Herkunft
Der aus Westfalen stammende Zweig der Familie seines Großvaters Johann Thomas Röchling (1690–1764) legte den Grundstein für das Familienunternehmen, welches zunächst auf dem Gebiet des Rohstoff-, Bau- und Brennstoffhandels und in der ab dem 18. Jahrhundert entstehenden Montanindustrie im Saarrevier eine führende Stellung einnehmen sollte. Durch familiäre Verbindung mit den ortsansässigen Kaufmannsfamilien, dem Bildungs- und Großbürgertum der damaligen Zeit konnten die Röchlings Einfluss und gesellschaftliche Stellung zunehmend festigen. Jacobs Vater war der Kohlen- und Holzgroßhändler Johann Thomas Röchling (* 1720), seine Mutter Anna Margaretha (1714–1792) geb. Köhl.

## Leben
Am 19. März 1746 wurde Jacob an seinem Geburtsort getauft, 1760 konfirmiert. Am 12. April 1775 heiratete er in Dudweiler Dorothea Margaretha (1753–1822), Tochter des Sankt Johanner Kaufmanns Heinrich Jacob Karcher (1730–1775). Jacob Röchling wurde der Schwippschwager Ludwig Schmidtborns, der ihm im Amt des Saarbrücker Bürgermeisters nachfolgen sollte, als dieser im darauf folgenden Jahr die jüngere Schwester Louisa Elisabetha (* 1759) seiner Frau heiratete. Das Ehepaar Röchling hatte zusammen zwei Söhne, Karl (früh verstorben) und Heinrich Jacob (1776–1838).
Röchling gehörte dem fürstlichen Bataillon der Fürsten von Nassau-Saarbrücken an und wurde 1776 Major. Damit war er jedoch weniger Mitglied der kämpfenden Truppe, sondern als Regimentsmeier für die täglichen Beschaffungs- und Verwaltungsaufgaben zuständig. 1777 betätigte er sich in fürstlichen Diensten als Handelsmann. Er erwarb 1778 das Hofgut Fenne bei Fürstenhausen, das er bis zu seinem Tod bewirtschaftete. Am 15. Mai 1793 rückten die Truppen der französischen Revolutionsarmee nach Saarbrücken ein. Sie nahmen sämtliche fürstliche Beamten gefangen und deportierten diese nach Metz.
Am Ende des Ersten Koalitionskrieges wurde Saarbrücken Kantongemeinde im 1798 errichteten Département de la Sarre. Röchling wurde am 8. April 1798 Präsident der Munizipalverwaltung Saarbrücken und hatte dieses Amt bis zum Dezember 1799 inne. Mit dem Ende seiner Tätigkeit bei der französischen Administration zog Jacob Röchling auf sein Hofgut. Nach der Niederlage Napoleons, nachdem die Grenzen Frankreichs durch den Zweiten Pariser Frieden wieder auf den Stand vor 1790 korrigiert waren und das Umland an Preussen fiel, konstituierte sich die Völklinger Stadtverwaltung neu. Röchling ließ sich 1816 zum Bürgermeister wählen und hatte dieses Amt bis 1821 inne. Er starb auf seinem Hofgut 76-jährig, nur wenige Wochen nach dem Tod seiner Frau, und wurde am 9. August 1822 auf dem Kirchhof der Martinskirche (heute eingeebnet) in Völklingen beigesetzt.

## Ehrungen
- Ernennung zum nassau-saarbrückischen Hofrat oder Kammerrat